# Lepraria cacuminum
Lepraria cacuminum är en lavart som först beskrevs av A. Massal. och fick sitt nu gällande namn av Heidi Kümmerling & Leuckert.
Lepraria cacuminum ingår i släktet Lepraria och familjen Stereocaulaceae. Arten är reproducerande i Sverige. Inga underarter finns listade i Catalogue of Life.